# Georges Paulus
Georges Paulus (ur. 30 stycznia 1896 w Paryżu, zm. 5 lipca 1937 tamże) – francuski pływak, olimpijczyk.
Na Igrzyskach Olimpijskich w 1924 wystartował na dystansie 100 m stylem grzbietowym.
Zginął w wypadku samochodowym.